# Danny & the Juniors

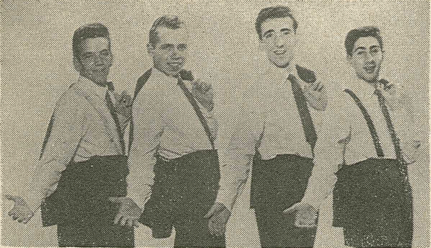
Danny & the Juniors.

Danny & the Juniors est un groupe de doo-wop américain formé en 1957 à Philadelphie. Ils sont surtout connus pour leur single At the Hop datant de 1958. Le groupe est toujours actif en 2014.

## Membres
- Danny Rapp — voix ténor principale.
- Joe Terranova — voix baryton/basse.
- Dave White — voix ténor.
- Frank Maffei (†) — seconde voix ténor.
- Bobby Maffei — voix ténor.

## Singles
| Année | Titre                                                           | US Hot 100 | US R&B | Label               |
| ----- | --------------------------------------------------------------- | ---------- | ------ | ------------------- |
| 1957  | Do The Bop                                                      | --         | --     | Singular            |
| 1957  | At the Hop / Sometimes                                          | --         | --     | Singular 711        |
| 1957  | At the Hop / Sometimes (When I'm All Alone)                     | 1          | 1      | ABC-Paramount 9871  |
| 1958  | Rock And Roll Is Here To Stay / School Boy Romance              | 19         | 16     | ABC-Paramount 9888  |
| 1958  | Dottie / In The Meantime                                        | 39         | --     | ABC-Paramount 9926  |
| 1958  | A Thief / Crazy Cave                                            | --         | --     | ABC-Paramount 9953  |
| 1958  | Sassy Fran / I Feel So Lonely                                   | --         | --     | ABC-Paramount 9978  |
| 1959  | Do You Love Me / Somehow I Can't Forget                         | --         | --     | ABC-Paramount 10004 |
| 1959  | Playing Hard To Get / Of Love                                   | --         | --     | ABC-Paramount 10052 |
| 1960  | Twistin' U.S.A. / A Thousand Miles Away                         | 27         | --     | Swan 4060           |
| 1960  | Candy Cane, Sugary Plum / Oh Holy Night                         | --         | --     | Swan 4064           |
| 1961  | Pony Express / Daydreamer                                       | 60         | --     | Swan 4068           |
| 1961  | Cha Cha Go Go (Chicago Cha-Cha) / Mister Whisper                | --         | --     | Swan 4072           |
| 1961  | Back To The Hop / The Charleston Fish                           | 80         | --     | Swan 4082           |
| 1962  | Twistin' All Night Long (avec Freddy Cannon) / Some Kind Of Nut | 68         | --     | Swan 4092           |
| 1962  | Doin' The Continental Walk / (Do The) Mashed Potatoes           | 93         | --     | Swan 4100           |
| 1962  | Funny / We Got Soul                                             | --         | --     | Swan 4113           |
| 1962  | Oo-La-La-Limbo / Now And Then                                   | 99         | --     | Guyden 2076         |
| 1964  | Sad Girl / Let's Go Ski-ing                                     | --         | --     | Mercury 72240       |
| 1968  | Rock And Roll Is Here To Stay / Sometimes (When I'm All Alone)  | --         | --     | Luv 252             |
| 1973  | At The Hop / Let the Good Times Roll                            | --         | --     | Crunch 018001       |
| 1973  | At The Hop / Rock And Roll Is Here To Stay                      | --         | --     | Roulette            |
| 1980  | At The Hop / Rock And Roll Is Here To Stay                      | --         | --     | MCA                 |